# モクズガニ属
モクズガニ属（モクズガニぞく、藻屑蟹属、学名：Eriocheir） は、エビ目（十脚目）短尾下目、モクズガニ科に分類されるカニのうち、日本各地で食用にされているモクズガニ、食用として有名な「上海蟹」（チュウゴクモクズガニ）などが属する分類群の一つである。

## 分布
中国、朝鮮半島、日本、台湾などの東アジアが原産地であるが、チュウゴクモクズガニは侵略的外来種として古くから有名な種であり、世界の侵略的外来種ワースト100のうち1種にも選定されている。ヨーロッパでは20世紀の初頭ドイツで見つかって以来、これまでにフィンランド・ノルウェー・ロシアからイギリス、フランス、オランダ、スペイン、ポルトガル、セルビアなど広範囲に分布を拡げ、在来の淡水性カニを駆逐している。アメリカ合衆国では拡散を防ぐために一切の商取引が禁止されている。本種が瞬く間に分布を拡散するのは、欧米の淡水性カニと異なり陸上を移動して他の水系へ侵入するからとされる。
日本においては、在来種であるモクズガニを除いて、外来生物法の特定外来生物（第二次指定種）として、飼育はもちろん、活きたままでの輸送や保管も禁止されている。

## 生態
淡水性のカニで、川底で生活する。幼生は海水から汽水域で育つため、親蟹は雄、雌とも産卵のために河口や海岸に移動する必要がある。主に秋に、河口で生殖したのち、雌が海水域に移動して産卵する。腹部は薄い灰色で、7節に分かれており、雄は三角形、雌は俵型をしている。

## 種
下記の4種が知られている。
- Eriocheir hepuensis - 広西チワン族自治区合浦県周辺産。
- Eriocheir japonica モクズガニ - 日本産。
- Eriocheir ogasawaraensis オガサワラモクズガニ - 小笠原諸島産。
- Eriocheir sinensis チュウゴクモクズガニ - 中国など産。

下記はかつてモクズガニ属とされたが、現在は別属とされる。
- Platyeriocheir formosa (syn. Eriocheir rectus) ミナミモクズガニ - 台湾固有種。
- Neoeriocheir leptognathus ヒメモクズガニ - 福岡県など。